# Teresa Chipia
Teresa Chipia é uma professora e política angolana. Filiada à União Nacional para a Independência Total de Angola (UNITA), é deputada de Angola pelo Círculo Eleitoral Nacional desde 28 de setembro de 2017.
Chipia licenciou-se em sociologia, tendo trabalhado como professora. De 1992 a 1995, foi presidente provincial da Liga da Mulher Angolana (LIGA). De 2010 a 2017, foi secretária do Comité Permanente da Comissão Política da UNITA.